# Am Himmel
 (novembre 2011).
Si vous disposez d'ouvrages ou d'articles de référence ou si vous connaissez des sites web de qualité traitant du thème abordé ici, merci de compléter l'article en donnant les références utiles à sa vérifiabilité et en les liant à la section « Notes et références ».
Pour les articles homonymes, voir Himmel.

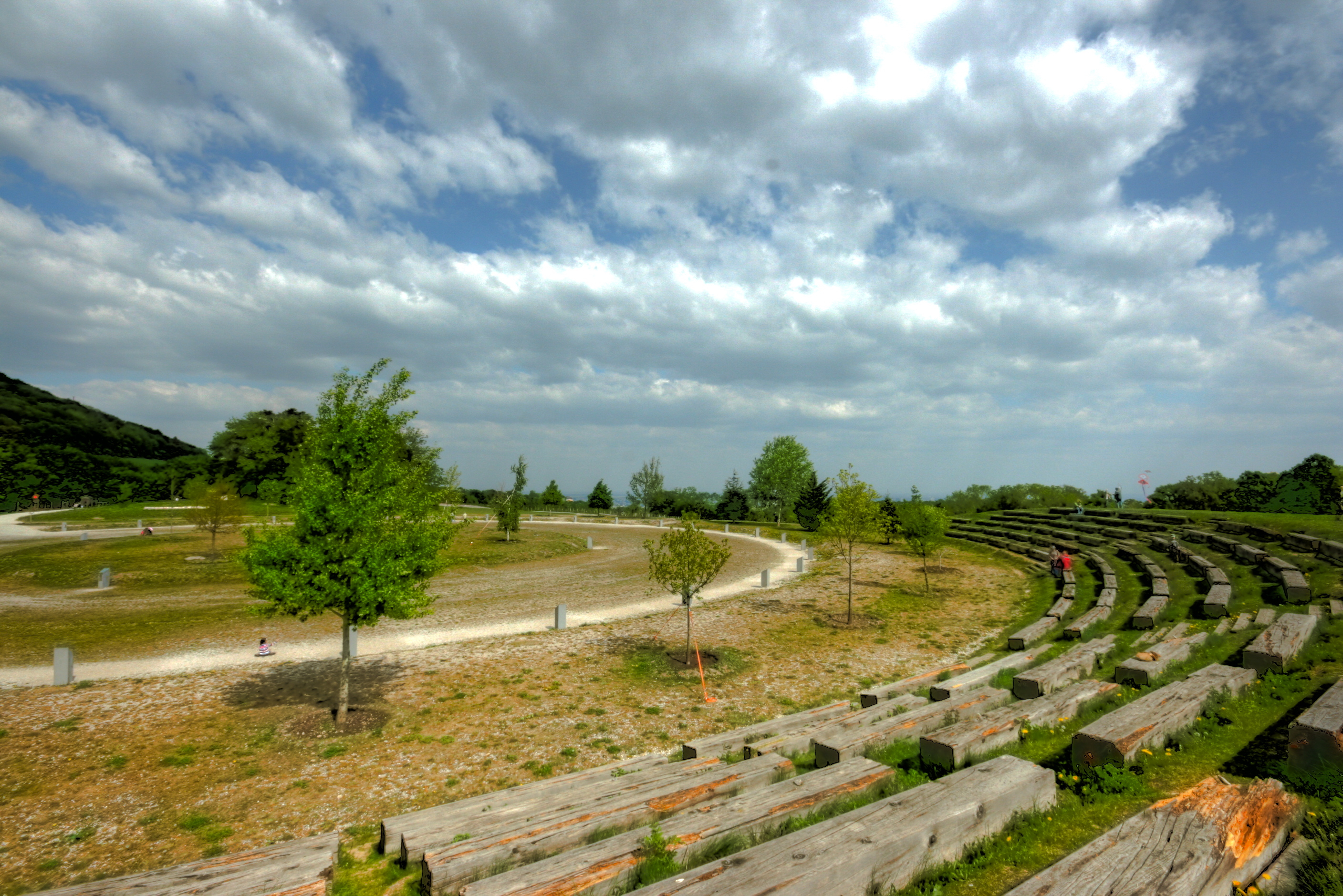
Am Himmel

Am Himmel est un pré situé sur les hauteurs Nord de Vienne, dans la forêt de Wienerwald, à proximité de Cobenzl. La vigne y est cultivée depuis le Moyen Âge.

## Histoire
Le nom Am Himmel (de l'allemand "au ciel") est lié directement au monastère propriétaire des terrains jusque dans les années 1780.
Monsieur Hofrat Binder von Kriegelstein acquis le site et y fit construire un petit château avec vue sur Vienne, mais ses dettes le contraignirent à revendre cinq ans plus tard au directeur du théâtre Burgtheater, Freiherr von Braun, qui fit appel au jardinier du château de Schönbrunn pour l'aménagement de son parc privé, ouvert aux Viennois. L'intégralité des deux kilomètres de canalisations d'irrigation n'a à ce jour toujours pas été découverte.
Les propriétaires suivants, plus pragmatiques, décidèrent de faire payer l'accès à ce parc. Des chèvres et arbres fruitiers s'installèrent sur le domaine.
Puis Freiherr von Sothen fit ériger entre 1854 et 1856 une chapelle, la Sisi-Kapelle, en l'honneur du mariage de l'Empereur François-Joseph et de Sissi. Cette chapelle inspirera plus tard Heinrich von Ferstel, architecte de la Votivkirche située sur le Ring de Vienne. Gravement endommagée par la Seconde Guerre mondiale, puis par le vandalisme, portes et fenètres furent murées. Par testament, Sothen offrit son domaine à un monastère. En 1983, l'association Caritas s'y installa et y implanta un foyer pour enfants handicapés.
Dans les années 1990, un cercle planté d'"arbres parlants" a été installé autour d'un champ ou le millet était autrefois cultivé, pour symboliser le lien de l'homme à la nature: 40 arbres munis de haut-parleurs expliquent leur histoire.

## L'analyse des rêves et Sigmund Freud
Sigmund Freud fit un rêve dans la nuit du 23 au 24 juillet 1895, qui aurait un impact immense sur la psychoanalyse. Installé avec sa famille à l'Hotel Bellevue sur les vertes hauteurs de Vienne afin de fuir la chaleur estivale, Freud avait le temps pour réfléchir.
Il reçut la visite d'un confrère qui s'occupait d'Irma, une de ses patientes souffrant de peurs. Sa santé psychique n'était toutefois pas encore satisfaisante, ce que Freud ressentit comme une attaque. En analysant le rêve qu'il eut la nuit suivante, dans lequel il rejetait la faute de la santé d'Irma sur son collègue, il commença à déchiffrer le langage des rêves.
Si le château Bellevue n'existe plus aujourd'hui, une plaque commémorative située sur le bord gauche du pré rend hommage "au Dr. Sigmund Freud, [qui] dévoila ici le 24 juillet 1895 le mystère des rêves".